# Маслова Пристань
Ма́слова При́стань (устаревш. Ольшанец, Пристань, Пристань-на-Донце) — посёлок Шебекинского района Белгородской области России. Административный центр Масловопристанской территориальной администрации. Один из крупнейших населённых пунктов Шебекинского района. В XVIII—XX веках волостной центр Масловской волости Белгородского уезда Курской губернии. В XVIII—XIX веках славился лозоплетением и производством дуг.
Расположен на южной окраине Среднерусской возвышенности, на левом берегу реки Северский Донец на расстоянии 12 км от районного центра г. Шебекино, 20 км от областного центра Белгорода, 683 км от Москвы. Транспортный узел на автомобильной дороге Белгород — Валуйки и железной дороге Белгород — Купянск.
Площадь — 25 км². Население — 5916 чел. (2021).

## Название
В. П. Загоровский в своём исследовании «Белгородская черта» пишет:

П. Зиновьев нашёл на берегу Северского Донца на Белгородской черте три деревни с названием «Ольшанец». Все они стояли на берегах колодезей ручьёв, впадавших справа в Северский Донец. Берега ручьёв, видимо, покрыты были зарослями ольхи — ольшаниками, которые и дали название деревням. Наличие у трёх соседних деревень одинаковых названий, естественно, вызывало неудобство. Уже в XVII в., как видно из донесений П. Зиновьева, два из трёх Ольшанцев приобрели дополнительные названия, которые позже вытеснили прежние. Эволюцию названий этих деревень можно проследить по карте XVIII в., на которой осталась лишь одна деревня с названием Ольшанец (современное село Нижний Ольшанец). Третья, самая южная деревня Ольшанец, подписана на карте уже по-новому — «Пристань».
Однако в описании Белгородского участка Белгородской черты, описывая земляные валы вдоль Северского Донца, П.Зиновьев одновременно упоминает «Ольшанец» и использует название Маслова пристань (второе слово с маленькой буквы), что даёт право считать, что на тот момент существовала два села. Одно в северной части современной Масловой Пристани, в районе улиц Мира, Лесная, Донецкая, бывшее Ольшанец до, примерно, начала XVII века. Второе, южнее Приютовки, Пристань-на-Донце, переданное Микуле Ивановичу Маслову.
Маслова Пристань также упоминается в писцовых книгах Белгородского уезда, как «Пристань» и «Пристань-на-Донце». Название было обусловлено удобным низким песчаным левым берегом реки Северский Донец, первоначально используемым как пристань для разного рода плавательных средств.
«Пристань», ввиду того, что подобного рода этимология характерна для большого количества селений на берегах рек, позднее трансформировалась в «Пристань-на-Донце».
После передачи в 1638 году части селения (с пристанью) служилому Микуле Ивановичу Маслову за этой частью, а позднее и за всей Пристанью закрепилось название Маслова Пристань.
Среди краеведов существует иное мнение по поводу названия посёлка до закрепления за ним окончательного названия Маслова Пристань. Ряд белгородских историков считают, что Маслова Пристань, это деревня (позднее село Маслово), упоминаемая в писцовых книгах Белгородского уезда 1646 года Василием Керекрейским и подьячим Петром Максимовым, которая наряду с хутором Банным всегда принадлежала Масловым. Вероятно, это может относиться только к той части Масловой Пристани, которая находилась южнее Приютовки ближе к озеру Банное.

 Село Маслово, что прежде была деревня Маслова, под Коренским лесом по конец ездочной земли. Помещик: Микула Иванов сын Маслов, да племянники его Иван да Микифор да Симан Мелеховы дети Масловы. Деревня Баннаяна реке Северском Донце на Нагайской стороне. Помещик: Микула Маслов да его дети Семён да Оникей. 
При этом многое достоверно не известно, так как не подтверждено документально и остаются вопросы: когда и каким образом Масловы стали владельцами Пристани и владели ли они всей деревней, или же только той частью, которая располагалась у речной пристани.
Окончательное закрепление названия топонима «Маслова Пристань» происходит в конце XVIII — середине XIX века. На одноверстовых планах генерального межевания Белгородского уезда от 1785 года нанесены два села: Пристань (ближе к деревне Карнауховка, возможно она называлась ранее «Ольшанец»), ныне существующая как Маслова Пристань и Маслова Пристань (на берегу реки у села Ржавец), ныне затопленная.
На картах геодезиста Ф. Ф. Шуберта 1860 годов оба села называются Маслова Пристань, а между ними появляется поселение с названием «Приютово» (позже Приютовка).

## Физико-географическая характеристика

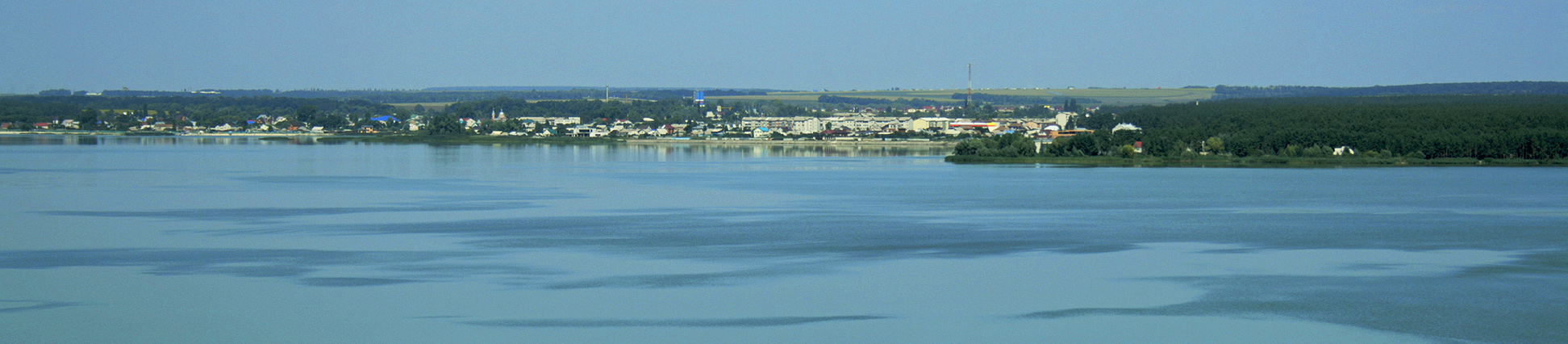
Маслова Пристань. Вид с правого берега Северского Донца.

Расположен на левом, низком берегу Белгородского водохранилища на реке Северский Донец, на железнодорожной линии Белгород — Волчанск и автомобильной Белгород — Шебекино.
Посёлок находится в лесостепной зоне.
Масловопристанские земли когда-то были болотистыми, прорезаны оврагами и логами — Маслов, Шатов, Картавцев. Почвы супесчаные, суглинистые с небольшой долей чернозёма, малоурожайные. Имеется строительная глина.
Древесно-кустарниковая растительность представлена лесополосами. В их составе дуб, берёза, ясень, клён, тополь, белая акация. Песчаные почвы оказались благоприятными для сосны. Вот так и появились красивые вечнозелёные сосновые леса. Имеется и смешанный лес, где растут ель, берёза, осина, липа, дуб, ольха, клён. Лес даёт много грибов, диких съедобных плодов, лекарственных растений. В лесу обитают животные: лисица, белка, косуля, волк, заяц, дикий кабан.
В реке Северский Донец водится рыба: ёрш, судак, лещ щука, сом, уклейка, плотва, краснопёрка, линь, жерех, себель.
Климат умеренно континентальный, характеризуется жарким летом и относительно холодной зимой. Самые холодные месяцы — январь и февраль, самый тёплый месяц — июль.

## История
Домонгольский и послемонгольский период
Территория современного Шебекинского района в VI-III веках до н. э. заселённая скифами, становится северо-восточной окраиной Скифии. В VIII в. в лесостепях по берегам Северского Донца, на юго-восточных территориях Белгородчины, поселились ираноязычные аланские племена, пришедшие сюда из Предкавказья. Они входили в состав Хазарского каганата.
Примерно в IX—X веках их заменили представители племени северян — одного из 15 племён, образовавших Древнерусское государство. В пойме реки Северский Донец у Масловой Пристани в настоящее время довольно часто встречаются находки салтаво-маяцкой культуры, подтверждающие, что в одно время с Крапивинским городищем (XII—XIII века) на его территории могло располагаться древнее поселение, относимое к группе пограничных сторожевых городов-крепостей Донецкой оборонительной линии домонгольского периода.
Через Северский Донец, далее по Сейму, Свале и Оке минуя Хазарию проходил торговый путь, по которому поступало серебро с арабского Востока на Русь и далее в Европу.
Со времени заселения Масловопристанской земли северянами в VIII—XVII веках она относилась к Северщине, но была её периферийным районом. Лесостепные верховья Северского Донца были окраинным, пограничным районом русских княжеств, а в степной части бассейна Северского Донца господствовали половцы. Местное население в бассейне Северского Донца в XII в. было, как и в любом пограничном районе, служившем ареной перманентных военных действий, немногочисленным и неоднородным. Наряду со славянами, южная граница расселения которых не выходила за пределы лесостепи, там жили аланы и половцы. В XI веке Масловопристанская земля это часть Черниговского княжества, в XII—XIII веках — Новгород-Северского княжества.
После смерти Великого Князя Владимира, Северские земли некоторое время принадлежали его сыну Мстиславу, который в 1024 году отнял Чернигов у своего старшего брата Ярослава; после его смерти Масловопристанская земля находилась до половины XI века во владении Ярослава.
После смерти Ярослава Мудрого, когда Русская земля распалась на удельные княжества, то Масловопристанская земля перешла на некоторое время во власть Святослава Ярославича Черниговского, а с 1072 года — во владение Всеволода Переяславского.
1094 — сын Всеволода Переяславского Владимир Мономах выделил Курское княжество (в составе которого находилась Масловопристанская земля) для своего сына Изяслава.
1095—1137 — после смерти Изяслава в составе Переяславского княжества. С 1137 года в составе Черниговского княжества.
В 1157 году Святослав получил Черниговское княжение. Это был один из выдающихся князей юго-западной Руси. В 1185 году Князья-правители тех княжеств, которые входили в область Курской губернии начала XX века, именно Всеволод Курский, Владимир Путивльский, Святослав Рыльский и Князь Северский Игорь участвовали в известном походе против половцев, воспетом в «Слове о Полку Игореве». Игорь Святославич Северский (годы правления 1180—1198) стал основным героем «Слова о полку Игореве».
После Всеволода Масловопристанские земли достались князю, называемому в летописях «Олегом Курским», по предположению историков сыном Святослава Олеговича — Рыльского князя. После вторжения войск Монгольской империи на территории русских княжеств в 1237—1240 гг. в ходе Западного похода монголов 1236—1242 гг. территория Новгород-Северского княжества и Курского княжества пришла в упадок.
После 1355 года при Литовском князе Ольгерде Гедиминовиче (1296—1377 гг.) Масловопристанская земля вошла в состав Великого княжества Литовского, Русского и Жемайтского (русского по духу). По завещанию отца князем Северской земли остаётся Корибут (сын Ольгерда от второй жены, тверской княжны Ульяны).
После 1380 года Масловопристанская земля относится к Княжеству Мансура (по версии А. А. Шенникова) татарско-северское княжество в XIV—XVI веках на северо-востоке современной Украины (в основном Сумская и Полтавская области). Основано сыном Мамая Мансуром из рода Кият.
С 1392 года Алекса, сын Мансура Мамая, находясь под натиском со стороны двух крупных воинствующих государств: Золотой Орды и Великого княжества Литовского, решается признать над собой власть великого князя литовского Витовта.
В 1428—1430 годах на Северщине Яголдай Сараевич (темник Золотоордынского хана Улуг-Мухаммеда), предварительно договорившись с Великим князем Литовским Витовтом, решает создать свой улус (княжество) в его владениях. Занятая им территория охватывала верховья рек Оскола, Северского Донца и южную часть Подесенья.
После смерти Яголдая, правителем Яголдаевщины стал его сын Роман (ум. 1493). Дочь Романа выдана была замуж за князя Юрия Борисовича Вяземского. Около 1494 года князь Вяземский и его жена бежали в Москву, и Яголдаевщина ненадолго стала частью Великого княжества Литовского.

### Русское государство
В результате войн 1500—1503 года и перехода князя Вяземского, мужа внучки Яголдая, с польской службы на московскую, — Северщина перешла в состав Московского государства. В 1517—1523 гг. к Русскому государству в титуле царя Ивана IV Васильевича Грозного появилось дополнение «Северныя страны Повелитель», то есть всех Северских земель повелитель. Это владение оставалось в титуле российских царей до 1917 года.
Населённый пункт, позднее известный под названием «Пристань», располагающийся на берегу реки Северский Донец, известен ещё с начала XIII—XIV века, предположительное как место стоянки степных скотоводов.
Примерно с 1596 года выше Белгорода по течению реки Северский Донец складываются своеобразные промысловые угодья «белгородские юрты». Территория белгородский юрт называется Донецкой волостью и в административном отношении относится к Белгородскому уезду.
До начала строительства Белгородской оборонительной черты в селении Пристань-на-Донце размещалась вторая сторожа города Белгорода (по одной из росписей сторожей Белгорода). Она своевременно сигнализировала в воеводский город о приближении кочевников с «дикого поля», бдительно охраняя один из участков «южной» границы Московского государства. Кроме того, селение имело большое значение на водном пути нашего края. Ведь в то время по Северскому Донцу ходили струги и бадуры (большие лодки).
Из описания 12-й сторожи из Сторожевой книги Белгорода 1620 года:

12-я сторожа на Северском Донце на берегу ниже Белагорода 20 вёрст против Топлинского устья на перелазе сторожей стоит 4 человеки. Стерегут приходу воинских людей и черкас к Белгороду от Муравского шляху.

Писцовая книга Белгородского уезда за 1626 год свидетельствует о том, что на месте нынешнего посёлка Маслова Пристань было селение Пристань-на-Донце. Она же и другие документы подтверждают, что в это время в Белгородском уезде проживали помещики Масловы: братья Микула и Иван.
1604 — Маслова Пристань подчиняется Лжедмитрию (после подчинения Белгорода).
1606, 30 июня — восстание против В. И. Шуйского. После убийства в Белгороде воеводы кн. Буйносова-Ростовского Маслова Пристань попадает под власть Романовых.
1612 — нападение войск Речи Посполитой под командованием лубенского наместника князя Семёна Лыко.
1615, конец — 1616, начало — нападение литовцев под командованием полковника М. Пырского.
1622 — за Микулой Ивановичем Масловым с племянниками, по жалованной царской грамоте числится два юрта на Донце — Салтовский и Китковский, от нынешнего села Салтовка до села Мартовое 20 вёрст и до Печенег (Ново-Белгорода) на 10 вёрст, захватывая р. Бабку.
1623 — Микула Иванович Маслов приезжал к Государю с сеунчем. Он вместе с детьми боярскими и другими служилыми людьми преследовал татар и разбил их на речке на Халани. Ему было дано жалованье 5 рублей да сукно доброе.
О военно-боевом подвиге Микулы Маслова воевода писал Государю:

 «И 133 года июля в 16-й день в полдни приезжал в Бел город сторож с Изюмского шляху с верх реки Кореня станичной ездок Исачка Уваров, а в расспросе сказал: приехали к ним на сторожу оскольские вестовщики Иван Дурнев с товарищи — 4 человека и сказали, что июля в 15-й день были в Оскольском уезде Татаровя и воевали Оскольский уезд на ручье на Орлике в деревне Косиновой, а переехали они татарскую сакму на заре и перешли на речку Корочу в Новую Слободу, и я того же часу послал из Белгорода на Изюмский шлях Микулу Маслова и голову Ивана Кобыльского с белгородскими служилыми людьми, и они на том шляху Татар побили и за рекою за Осколом на Ногайской стороне верх речки Красной побили же и в полон поимали языков, и я послал к тебе, Государю, с сеунчом Маслова и Кобыльского пожаловал твоим Государевым жалованьем как тебе Господь Милосердый известит»
1624 — литовско-черкасское нападение.
1626 — согласно писцовым книгам Белгородского уезда территория Масловой Пристани относится к Коренскому стану Донецкой волости Белгородского уезда.
1633, 16 апреля — во время польско-литовского нападения в бою на реке Разумное отличился бывший посыльным (сеунчом) у Михаила Волынского Иван Иванович Маслов, за что ему дано «10 рублей, тафта да сукно аглицкое доброе». В июне литовцы под предводительством Яцко Острянина снова совершили нападение.
1634, 8-12 июня — нападение польско-литовский войск.
В 1638 году селение Пристань-на-Донце (возможно только часть), с окрестными сёлами, передано царём во владение атаману Микуле Маслову, от чего впоследствии, получило название Маслова Пристань.
Так описано о владениях М. Маслова в Белгородских «Писцовых книгах» 134 (1626) года, составленных Керекрейским: 

«…а озерко Лебяжье да озерко Костянтиновское да озерко Печенега в Китковском юрту отдано в поместье белогородцу Микуле Маслову» 
В этом же году в Донецкую волость осуществлено крупное переселение черкас. Черкасы размещаются русским правительством вдоль Белгородской засечной черты. Примерно в это время возникает село Карнауховка Белгородского района, названное в честь черкасского атамана Карнауха (Карноуха), люди которого поселились на берегу Северского Донца.
1651 — Иван Маслов вместе с Николаем Филатовым участвуют от Белгородского уезда в Земском соборе в Москве.
1660 — массовое переселение из Преднепровья от крымско-турецкой и польско-литовской агрессии беженцев «черкас». Массовое переселение привело к хозяйственному освоению и развития Масловопристанской земли.
1667 — Маслова Пристань относится к Белгородской епископской кафедре.
1669 — упоминание села Маслова Пристань в описании Белгородской черты, сделанной стольником П. Зиновьевым, который описывает у Масловой Пристани земляные укрепления от набегов крымских татар. За вторым Ольшанцем (имеется в виду Пристань) находится вал длинной в 690 саженей. В середине вала был расположен земляной городок. В нём располагалась сторожа в которой постоянно находилось 6 служилых людей. Высота земляных валов составляла 1,5 сажени, ширина у основания — 3 сажени, вверху — полсажени. Валы имели дубовый ослон «с крымской стороны» и столбы — «с русской». На валах по обыкновению находились навры и катки. Второй вал закапчивался в лесу. 

«И от того земляного вала до деревни Ольшанца ж к Масловой пристани пошёл лес и болота»,— сообщает далее П. Зиновьев.
 За Масловой пристанью, вниз по берегу Северского Донца опять стояли надолбы длиной в 235 саженей. Около надолб находился караульный дубовый острожек, в нём размещалась вторая белгородская сторожа, состоявшая из 5 человек (вероятно на её месте возникло селение Пристань-на-донце, переданное Микуле Ивановичу Маслову).
1680, февраль — нападение крымских татар под руководством хана Мурат-Гирея. Массовое разорение селений Белгородского полка и угон жителей в рабство.
1708 — в составе Киевской губернии.
май 1719 — в составе Белгородской провинции.

### В Российской империи
1727, март — село Маслова Пристань в составе Коренского стана Белгородского уезда Белгородской губернии.
1779 — в составе Курского наместничества.
1797 — село Маслова Пристань определено волостным центром Масловской волости IV стана Белгородского уезда Курской губернии.
1825 — появление в селе первой церковно-приходской школы с количеством 15 чел. учащихся.
1846 — переселение из Масловой Пристани во вновь основанную слободу Воскресеновка (ныне пгт. Октябрьский) семей крепостных Баевых, Ерёменко, Мозговых, Скляровых.
1858 — проведена 10-я ревизия Масловой Пристани.
1870 — состоялось освящение деревянной Михайло-Архангельской церкви в с. Маслова Пристань.
1873 — обращение сельской общины в училищный совет Белгородского уезда об открытии в селе школы, в открытии которой было отказано из-за отсутствия средств.
Согласно Адрес-календарю Российской империи А. С. Суворова от 1899 года в сёлах Маслова Пристань и Приютовка Машковой Екатериной Васильевной по гильдевской лицензии содержатся «мелочные лавки».
А. М. Дренякин в историко-статистическом очерке «Белгород с уездами» указывает, что по состоянию на 1882 год в селе Маслова Пристань проживало 1279 человек (211 дворов), была одна церковь, одна школа и два питейных заведения.
В селе было 4 ветряных и 1 паровая мельницы, 2 конные молотилки, 2 кирпичных завода. Зажиточные крестьяне занимались мелкой торговлей. Два раза в год собиралась ярмарка; существовала торговое товарищество и корзиночная артель, работала свекловичная контора.
Село Маслова Пристань долгое время — с 1797 года до 1923 года, значилось волостным центром Масловской волости Белгородского уезда Курской губернии.
1890 — состоялось освящение каменной Михайло-Архангельской церкви в с. Маслова Пристань.
1896 — через село проложена железнодорожная ветка Белгород — Волчанск.
1899 — в уездную земскую управу поступило заявление гласного Белгородского земского собрания В. В. Кузьмина. Заявление повествовало о
катастрофической ситуации, связанной с загрязнением рек — Северского Донца и Везелки — владельцами шерстомоек. Сельские старосты Масловой Пристани, Карнауховки и Нижнего Ольшанца свидетельствовали, что вода загрязнена до такой степени, что она «делается зелёного цвета и пенится и воды скот не пьёт; рыба и раки дохнут».
1900 — за счёт средств Белгородского земства через реку Северский Донец из Масловой Пристани в Волково построен мост. Для земского начальства установлен телефон. Функционируют бакалейные торговые лавки Безпарточного Артамона Васильевича и Воробьёва Ивана Павловича.
1900 (17 сентября) — за подписью сельского старосты Стефана Жихарева в Белгородское земское собрание подано прошение об устройстве в селе железнодорожной станции.
1901, 01 сентября — под попечительство В. В. Кузьмина открыта корзиночная мастерская. Губернская комиссия описала фонды его частного музея старины (1902).
1902 — в эпоху после освобождения крестьян (начиная с 1861 года) семья Масловых владела в Масловой Пристани только 1000 десятин земли.
1905 — открыта земская школа I ступени.
1910—1912 — построена каменная церковь.
1914 — начинает функционировать Масловское Белгородского уезда начальное училище.
В состав Масловской волости Белгородского уезда Курской губернии кроме села Маслова Пристань входили: сёла Крутой лог (в 1884 г. — 2422 жителя), Пристенное (938), Пригожово (141), «слобода Безлюдовка с сельцом Масловкою» (913), Ивановка (316), деревни Карноуховка (485), Волкова (815), Нижний Ольшанец (632) и хутора Графовка (482) и Ржавец (148 хуторян).
1916, декабрь — введена продразвёрстка — царское правительство в условиях, когда стала ощущаться нехватка продовольствия, попыталось изъять у крестьян продовольствие по твёрдым закупочным ценам.

### Первая мировая и Гражданская война
В конце марта 1918 года немецкие войска, нарушив Брестский мирный договор, вторглись в пределы Курской губернии. В марте 1918 года был сформирован Масловопристанский партизанский отряд, которые совместно с Шебекинским партизанским отрядом (И. В. Травенко) участвовал в обороне Белгорода.
10 апреля 1918 года ввиду угрозы окружения и невозможности оказать сопротивление превосходящим по численности немецким войскам, которые накануне взяли Харьков, красные партизанские отряды покинули Белгород. Масловопристанский отряд отошёл в Корочу.
В апреле 1918 года немцы захватили Маслову Пристань. На занятых территориях немцы установили кровавый режим: расстреливали коммунистов и советских работников, грабили местное население, отправляя хлеб, скот, сало в Германию.
В ноябре началось изгнание немцев, и повсеместно были созданы Советы.
Весной 1919 года Вооружённые Силы Юга России под командованием А. И. Деникина начали широкое наступление на северном фронте. Добровольческая армия к 22 мая разбила и отбросила 13-ю Красную Армию за Северский Донец.
22 июня 1919 года Корниловский ударный полк с приданной ему артиллерией с рассветом продолжает движение от станции Гатище, через село Нижняя Таволжанка, село Екатериновка, к концу дня овладевает Масловой Пристанью, подходит к селу Нижний Ольшанец и, отбросив противника, располагается на ночлег.
Правая колонна генерала А. П. Кутепова 23 июня внезапным ударом захватила Белгород, отрезав сообщение Харькова с Курском.
В соответствии с приказом командующего Добровольческой армией генерал-лейтенанта В. З. Май-Маевского от 22 июня 1919 года в целях наискорейшего получения для нужд армии и населения вводилась хлебная повинность: «по 6 пудов с десятины, засеянной яровыми или озимыми хлебами, а также масличными растениями урожая 1919 года, причём остальной посев остаётся в полном распоряжении владельцев урожая».
В августе 1919 года красные армии Южного фронта начали своё наступление со стороны Корочи. Была занята Маслова Пристань.
1 сентября генерал-лейтенант В. З. Май-Маевский, перегруппировав войска, ответил ударом добровольцев со стороны Белгорода и корпусом А. Г. Шкуро с юго-запада. А Кубанская конница генерала Углая ударила со стороны Воронежа. И 1 сентября Маслова Пристань была опять под властью белых.
Однако в конце 1919 года положение на фронте коренным образом изменилось. Командование Красной армии сосредоточило на Южном фронте большое количество воинских частей. 7 декабря «белыми» был сдан Белгород, Маслова Пристань вечером этого же дня была занята частями Эстонской дивизии 13-й армии. К началу 1920 г. на всей территории Белгородчины установилась советская власть.

## Советский период

### Межвоенный период
В период после Великой Октябрьской Социалистической революции крестьяне Масловской волости стали известны своим обращением к Ленину. «В день …Великой Октябрьской революции мы, представители масс беднейшего населения Масловской волости Белгородского уезда Курской губернии, — писали они в Москву, — шлём горячий привет популярнейшему вождю русского пролетариата В. И. Ленину. Приветствуем также Красную Армию и чтим память павших борцов за свободу».
В конце 1917 года после того, как в Шебекино был организован первый Совет рабочих и крестьянских депутатов (председатель Т. П. Гусакова, председатель исполнительного комитета совета И. В. Травенко) начал воплощаться в жизнь ленинский Декрет о земле. Конфисковывались частновладельческие земли, скот и инвентарь. Местные крестьяне грабили принадлежащие Ребиндерам экономии. Первым шагом к национализации сахарного завода стало введение на предприятии рабочего контроля.
В 1918 году после заключения Брестского мирного договора Белгородский уезд, в который входила Масловская волость, был отнесён к Украине и вошёл в состав её Харьковской губернии. По договору между Советской Россией и Украиной была установлена демаркационная линия, проходившая в частности и по территории Шебекинского района. В годы гражданской войны эта территория дважды находилась в зоне непосредственных боевых действий двух противоборствующих сторон — Белой и Красной армий. Бесчинствовали у нас немецкие империалисты и украинские националисты — гайдамаки. Многие масловапристанцы попали в огненное горнило гражданской войны, сражались за освобождение родного края в составе партизанских отрядов и частей Красной армии.
Только к январю 1920 года вся территория Белгородского уезда и Масловской волости была освобождена. С этого момента начался период восстановления на её территории советской власти. Разрушенное в годы гражданской войны хозяйство стало постепенно восстанавливаться. Особенно в период НЭПа — «Новой экономической политики».
19 октября 1922 года в результате перемещения книг бывшего помещика Кузьмина Н. И. Масловским сельсоветом была образована библиотека. Была открыта 6 дней в неделю по 6 часов, заведовал ею в 1924 году Зайцев Леонид Алексеевич. Во время Великой Отечественной войны, в связи с активными боевыми действиями на территории села в 1942—1943 гг. библиотека погибла.
В этом же году в Масловой Пристани была организована комсомольская ячейка. Организатором этой ячейки и первым её секретарём был Воронцов Григорий Васильевич, уроженец города Белгорода, старший брат Михаила Васильевича Воронцова, организатора пионерского движения в Шебекинской волости, а впоследствии (в 1926 году) секретаря Шебекинского волостного комитета ВЛКСМ.
В 1923 году в результате выхода Постановления ВЦИК от 27.04.1923 года в Белгородском уезде было проведено сокращение слабых в экономическом отношении волостей и Масловская волость преобразована в Маслово-Пристанский сельский совет, в который входили село Маслова Пристань (на 1 января 1932 г. 1846 жителей), деревни Карнауховка (1010 жит.) и Приютовка (570 жит.), хутора Гремячий (170 хуторян) и Ржавец (403), совхоз «Поляна» (45 человек) и ж.д. станция «Топлинка» (15 человек).
В 1924 году по сообщению в газете Трудовой день от 15 августа в Масловопристанской школе был проведён ремонт: «устроены печи, дворы, заново отштукатурена, покрашена крыша.» Ремонт школы обошёлся в 200 рублей.
16 октября 1927 — на хуторе «Гремячий» образовано товарищество по совместной обработке земли «Новый путь».
1928 — село Маслова Пристань в Шебекинском районе — центр Маслово-Пристанского сельсовета. Начало коллективизации.
27 декабря 1929 года в отделении сахзавода «Профинтерн» совхозе Поляна впервые загорелась «Лапочка Ильича».
1929 — после объединения (укрупнения) колхозов — «2-й окружной съезд Советов», «Имени Ворошилова», «Революция» и «Красный Октябрь» создан колхоз под названием «2-й окружной съезд Советов».

1930 — столкновение между вооружёнными отрядом кулаков, сорвавшим хлебозаготовку и комсомольцами. Вот как об этом вспоминала одна из первых шебекинских комсомолок Ольга Адамовна Алексеева: 
«Группа комсомольцев была направлена районным комитетом ВКП(б) в с. Доброе для организации там колхоза. Начинание комсомольцев сразу было поддержано местной беднотой, но вызвало недовольство среди зажиточной части крестьян, которое затем переросло в жестокость. Кулаки сформировали вооружённый отряд, всячески старались сорвать планы и замыслы комсомольцев. В одной из перестрелок был ранен секретарь комсомольской организации с. Доброе. Аналогичный случай произошёл в с. Маслова Пристань. Вооружённый отряд кулаков сорвал сход граждан этого села. И только после того как комсомольцы взялись за оружие обстановка нормализовалась».
1930 — раскулачены и приговорены к высшей мере наказания жители с. Маслова Пристань В. Ф. Жихарев, А. Н. Малахова, Е. Г. Хлыстов, И. А. Кошкаров, К. И. Ефимов, Я. А. Беспарточный
— в здании церкви Михаила Архангела устроен клуб для молодёжи.
1931 (13 июля) — расширенный пленум Маслово-Пристаньского сельского совета постановил исключить из колхоза кулацкие хозяйства семьи Крючковых и Беззубова А. А.
1932 — открыта школа колхозной молодёжи.
1933—1936 — массовый голод
1933 — создан «Дом сирот»
1937 — арестован и осуждён директор Масловопристанской школы И. А. Ильинский, а также его жена учительница школы, как лица «проповедовавшие фашизм и недовольство колхозным строем». Арестован и расстрелян Марк Тимофеевич Репин (1886 г.р.) — руководитель церковного хора из Масловой Пристани.
20 апреля 1941 года — произошло знаковое событие в сфере развития транспорта. Из Шебекино в Белгород впервые отправился автобус с пассажирами. На пути следования он делал остановки в Устинке (с 1971 г. в городской черте), Масловой Пристани и других населённых пунктах.

### Великая Отечественная война
1941-1942 годы
В конце сентября 1941 года в Шебекинском районе было введено военное положение.
С осени 1941 года обстановка на фронте постоянно ухудшилась. Немецкая группа армий «Юг» продвинулась к Харьковскому промышленному району. Войска Юго-Западного фронта, прикрывавшие Белгородско-Харьковское направление, с тяжёлыми боями отходили на восток.
24 октября 1941 года 21-я армия получает приказ по отходу за реку Северский донец. В этот же день передовые части 6-я армии вермахта занимают Белгород, а на следующий день — Харьков и выходят к Северскому Донцу. Немецкая 79-я пехотная дивизия (генерал пехоты Карл Штрекер (сдался в плен в Сталинграде), дивизия уничтожена в Сталинградском сражении) понеся большие потери в ходе наступательных боёв, заняла западную часть Шебекинского района.
3 ноября 1941 года в Масловой Пристани находится 208-й пехотный полк 79-й пехотной дивизии вермахта. 208-й пехотный полк кроме Масловой Пристани занимает Нижний Ольшанец, Графовку, Разумное.
Из воспоминаний Наседкина Владимира Ивановича: 

К началу ноября линия фронта установилась по железной дороге Белгород-Волчанск. Наши стояли через поле в Ивановом лесу, немцы заняли Приютовку, Маслову Пристань, Карнауховку и Ольшанец.

В начале декабря почти всё население этих деревень, и в первую очередь семьи красноармейцев, немцы выгнали. Люди уходили в Пуляевку, Бродок.
Из журнала боевых действий 21-й армии за 3 ноября 1941 года:
«По данным вышедших из окружения в Масловой Пристани накапливается до полка пехоты».
В октябре — ноябре 1941 года оборонительные бои на рубеже реки Северский Донец в районе Масловой Пристани вели 985-й и 987-й стрелковые полки 226-й стрелковой дивизии 21-й армии.
5 ноября 1941 года, согласно журналу боевых действий 226 стрелковой дивизии, в Маслову Пристань выслана разведка для «добычи» пленных. Из оперсводки № 32 штаба 226 стрелковой дивизии: «В Маслову Пристань начали прибывать небольшие кавалерийский группы, подошло до батальона пехоты с артиллерией. Большинство солдат фины.»
13 ноября 1941 года группа партизан совместно с бойцами, сапёрами Красной Армии возле у Масловой Пристани взорвала ж/д полотно.
18 ноября 1941 года разведывательный дозор 348-й разведывательной роты 226-й стрелковой дивизии (возглавляемый старшим лейтенантом Боковым) у села Пристень вступает в бой с немецкими частями (батальон пехоты и кавалерия).
В ноябре 1941 года — создан партизанский отряд «За Сталина!». Его командиром был назначен И. Ф. Лысенко, бывший заведующий домом культуры села Маслова Пристань.
8 декабря 1941 года на гарнизон немецких войск в Масловой Пристани с применением артиллерии под командованием майора Кучеренко произведён налёт. Гарнизон уничтожен полностью.
15 декабря 1941 года передовой отряд 226-й стрелковой дивизии (2 и 3-й батальоны 989 стрелкового полка, 1 батальон 987 стрелкового полка, разведрота, 1 рота 985 стрелкового полка, 2 батареи 895 гаубичного артполка), при попытке атаковать гарнизон в Масловой Пристани (по решению командира 226-й стрелковой дивизии А. В. Горбатова операция бала отложена) уничтожает гарнизон в селе Ржавец. Остатки гарнизона отошли в Маслову Пристань, в отместку казнив 20 декабря несколько жителей Масловой Пристани.
В декабре гитлеровцами в Масловой Пристани проведено несколько карательных операций. 20 декабря 1941 года проведена показательная казнь жителей посёлка (похоронены в братской могиле за зданием бывшей кулинарии).
В мае 1942 года по данным журнала боевых действий (по итогам допроса взятого 3 мая 1942 года у Нижнего Ольшанца пленного унтер-офицера) 21 армии в Масловой Пристани, Нижнем Ольшанце и Карнауховке располагались 1 и 2 батальоны 179 артполка 79 пехотной дивизии Вермахта.
12 мая 1942 года в ходе Харьковской операции (1942) 3-й батальон 1054-го стрелкового полка, усиленный взводом ПА и ПТО, миномётным взводом, взводом ПТР, взводом автоматчиков и сапёрным взводом при поддержке 1-го батальона 823-го стрелкового полка 301 стрелковой дивизии с приданными подразделениями с рубежа Ржавец, Приютовка атаковали противника в Масловой Пристани. К 11-30 13 мая 1942 года 3-м батальоном 1054-го стрелкового полка Маслова Пристань была освобождена. 3-м батальоном 1054-го стрелкового полка была освобождена Карнауховка и Нижний Ольшанец.
20-25.05.1942 года 301-я стрелковая дивизия ведёт манёвренные бои на территории Масловой Пристани.
16 июня 1942 года в 23:30 в посёлок вошли передовые подразделения 376-й пехотной дивизии немецко-фашистских войск (генерал-лейтенант Александр фон Даниэльс, сдался в плен советским частям 29 января 1943. Вице-председатель Союза немецких офицеров, созданного из военнопленных в сентябре 1943 года. Дивизия была уничтожена).
1943 год — до начала Курской битвы
После окружения и разгрома 6-й армии Фридриха Паулюса под Сталинградом части 1002 стрелковый полк 305 стрелковой дивизии 10 февраля 1943 года занял Маслову Пристань (2-е освобождение).
С 10 марта 1943 года Маслова Пристань находилась в полосе обороны 8-й (Карнауховка, Маслова Пристань) и 13-й гвардейских кавалерийских дивизий (Маслова Пристань, Приютовка, Безлюдовка).
С 16 марта 1943 года и по завершении боёв на южном фасе Курской Дуги, Маслова Пристань находилась в полосе обороны 72-й гвардейской стрелковой дивизии, которая занимала рубеж по реке Северский Донец между селом Нижний Ольшанец и селом Безлюдовка. 19 марта 1943 года 222-й и 229-й гвардейские стрелковые полки занимают полосы обороны в которой находится Маслова Пристань.
18 марта 13-я гвардейская кавалерийская дивизия (с. Приютовка — с. Безлюдовка) ведёт бои с противником.
20 марта 1943 года в 8:30 утра боевые порядки дивизии в п. Маслова Пристань подверглись массированной бомбардировке авиацией, сменившейся артиллерийско-миномётным обстрелом. К 10 часам утра пехота противника при поддержке танков и бронетранспортёров, имея серьёзное численное превосходство в живой силе и технике, прорвала оборону на участке 31-го и 33-го гвардейских кавалерийских полков и подразделений стрелковой дивизии.
20 марта 1943 года части СС «Рейх» и «Великая Германия» при поддержке авиации к 13-00 овладели Масловой Пристанью. Связавшись с оборонявшейся рядом 3-й гвардейской танковой бригадой, комдив Суржиков запросил поддержку танков. Выйдя к церкви п. Маслова Пристань танкисты 1 батальона 3-й гв. танковой бригады ударили по левому флангу наступающего противника. Враг был отброшен за реку Северский Донец.
Выше по течению р. Северский Донец, оборону держали другие части 6 гв. кав. корпуса. В пяти километрах от Масловой Пристани с. Нижний Ольшанец обороняли казаки 161-го гвардейского миномётного полка.
Потерпев неудачу в мартовских боях под Масловой Пристанью, немцы успокоились и активных боевых действий не вели. В конце апреля 6 гв. кав. корпус вышел из состава действующей армии и был передислоцирован в Липецкую область на отдых.
Курская битва
Наиболее ожесточённые бои на территории посёлка проходили в июле—августе 1943 года в период Курской Битвы.
На момент начала Курской битвы полоса обороны 72-й гвардейской стрелковой дивизии (генерал-майор А. И. Лосев) выглядела следующим образом. От северо-западной части Карнауховки до южной окраины Приютовки оборону занимал 229-й гвардейский стрелковый полк (гвардии майор Г. М. Баталов), от южной окраины села Приютовка вдоль Шебекинского леса до южной окраины села Безлюдовка 224-й гвардейский стрелковый полк (гвардии подполковник А. И. Уласовцев), во втором эшелоне в 1,5—2 км за селом Маслова Пристань 222-й гвардейский стрелковый полк (гвардии майор И. Ф. Попов), у села Ржавец 155-й артиллерийский полк (майор И. М. Ресенчук).
По состоянию на 4 июля 1943 года перед фронтом 72 гвардейской стрелковой дивизией противник имел оперативную группу Кемпф — В. Кемпф в составе (11-й (Э. Раус), 42-й (Ф. Маттенклот), 52-й (О. Отт) армейские корпуса, 2-й танковый корпус СС (П. Хауссер), 3-я ((Г. Брайт), 6-я (генерал-лейтенант Вальтер фон Хюнерсдорфф), 7-я танковая дивизия (Г. фон Функ), 19-я танковая дивизия (Г. Шмидт), 48-й (Д. фон Хольтиц) танковый корпуса, 4-й (В. фон Рихтгофен) воздушный флот), в том числе АК Раус (11-й армейский корпус: 320-я (К. Рёпке), 168-я (Шаль де Бюльё), 106-я (В. Форст) пехотные дивизии).
С рассветом около 04:00 — 05:00 5 июля 1943 года немцы силами 320-й учебной гренадерской дивизии, 106-й пехотной дивизии при поддержке 2 артполков и до 80 танков 6-й танковой дивизии перешли в наступление по фронту 72-й гвардейской стрелковой дивизии.
Основной удар противника пришёлся на 229-й гвардейский стрелковый полк в полосе обороны село Карнауховка — село Маслова Пристань. Сосредоточив на участке Топлинка-Приютовка до двух полков пехоты (586, 587 пехотные полки) и форсировав реку севернее Карнауховки противник в 8:20 прорвал оборону на правом фланге 3/229 в стыке с частями 78-й гвардейской стрелковой дивизии (полоса обороны 66 отдельной штрафной роты) и вышел в район озёр Круглое и Лебяжье.
К этому же времени силами 587-го пехотного полка противник прорвав оборону у Приютовки вышел к Ржавцу.
Построив в 10:00 у Масловой Пристани переправу в 13:00 противник стал перебрасывать на левый берег реки Северский Донец пехоту, артиллерию, миномёты и танки.
К 15:00 05 июля 1943 года 3/229 (гвардии капитан Владимир Фёдорович Стриженко) и 1/229 (гвардии старший лейтенант Василий Афанасьевич Двойных) вели бои в окружении.
Наблюдательный пункт командира 229-го гвардейского стрелкового полка майора Г. М. Баталова находился у ж/д насыпи у станции Топлинка. 30 тяжёлых танков с десантом пехоты атаковали боевые порядки 3-го батальона. На правом фланге 229-го гвардейского стрелкового полка, противник наносил главный удар. Боевые действия его наземных войск поддерживались штурмовой авиаций: десятками Ю-87.
В первой половине дня в 1-м батальоне 229-й гвардейского стрелкового полка погиб командир роты, которая удерживала ст. Топлинка (у северо-восточной окраины Масловой Пристани). Г. М. Баталов немедленно направил туда заместителя командира 1-го батальона ст. лейтенанта В. Г. Кузнецова. Несмотря на сложную обстановку, он не растерялся, остановил отход роты и организовал эффективный огонь по наступавшему противнику. Сам подбил из ПТР два танка, а огнём «максима» истребил не один десяток гитлеровцев. За мужество и отвагу, проявленные в этом бою, он был удостоен звания Героя Советского Союза..
Под натиском превосходящих сил противника 1/229 был вынужден к 20-00 отойди у урочищу Шебекинская дача. К этом времени из окружения в Масловой Пристани вышли 17 человек 1/229 во главе с гвардии лейтенантом В. А. Двойных.
Благодаря настойчивости командира 27 гвардейской танковой бригады гвардии полковника Михаила Васильевича Невжинского, танки которой, несмотря на плотный огонь, прорывались на северо-восточные и юго-восточные окраины Масловой Пристани, из захваченной части села вечером 05 июля 1943 года вырвались лишь 17 бойцов 2-го батальона во главе с комбатом В. А. Двойных из более чем 500 человек, остальные погибли и попали в плен.
В дальнейшем после нескольких контратак силами 72, 78-й гвардейской стрелковой дивизии, и 213-й стрелковой дивизии боевые действия переместились за железнодорожную насыпь и вглубь обороны 7-й гвардейской армии к совхозу Поляна, приняв крайне ожесточённый характер.
Ожесточённость боёв в районе Масловой Пристани 5—7 июля 1943 года подтверждается тем фактом, что по донесению отдела укомплектования 7-й гвардейской армии, на 31 июля 1943 года в 224-м гвардейском стрелковом полку числилось пропавшими без вести в Безлюдовке 05 июля 1943 года 23 человека, а блокированный утром 05 июля 1943 года в Карнауховке 3-й батальон 229-й гвардейского стрелкового полка полностью погиб, так же трагически сложилась судьба личного состава 2-го батальона.
5 июля 1943 года в боях за Маслову Пристань с лучшей стороны проявил себя гвардии лейтенант В. М. Колесников. Пулемётная рота под его командованием (позиции находились западнее улицы Лесная) уничтожила в бою 300 вражеских солдат и офицеров, подавила 14 пулемётных точек противника. Увидев, что гитлеровцы окружают командный пункт роты, Колесников лично вынес к командный пункт два пулемёта и открыл огонь по наступающим порядкам гитлеровцев. Когда один пулемёт был разбит, он поменял место ведения боя и из второго пулемёта бил по врагу. В этом бою он уничтожил до 200 гитлеровцев.
Согласно архивным документам штаб 72-й гвардейской стрелковой дивизии донёс, что в течение 5—6 июля 1943 года из двух батальонов полка майора Г. М. Баталова в Карнауховке и Масловой Пристани пропало без вести и в дальнейшем не вернулось в полк 686 бойцов и командиров, в том числе из 2-гo батальона — 169, а из 3-го батальона — 517.
Начина с 12 июля 1943 года боевые действия на территории Масловой Пристани разгорелись с новой силой.
К 9:30 23 июля 1943 года части 72-й гвардейской стрелковой дивизии и 213-й стрелковой дивизии вышли на правый берег реки Северский Донец, полностью заняв Маслову Пристань.
Отдельного упоминания заслуживает подвиг 4—5 августа 1943 года 156-го отдельного мостостроительного батальона (А. Ф. Потапов). Строительство моста через Северский Донец у Масловой Пристани батальоном началось в тот момент, когда противоположный берег был ещё занят фашистами. Батальон уже завершал работы, когда в ночь на 5 августа 1943 года враг обрушил на него мощный артиллерийский огонь. Мост был разрушен, батальон понёс значительные потери в людях и технике. Несмотря на это, на вторые сутки батальон выполнил поставленную задачу.
23 июля 1943 года — день освобождения Масловой Пристани от немецко-фашистских захватчиков. Из журнала боевых действий 24 гвардейского стрелкового корпуса: «Корпус в течение ночи силами 72 гв. и 213 сд преодолевая огневое сопротивление отходящего противника продолжал наступление. К 9.30 наступающие части корпуса овладели: Ниж. Ольшанец, Карнауховка, Маслова Ппристань, Пиютовка и вышли на восточный берег р. Сев. Донец. Корпус полностью восстановил положение по реке Сев. Донец»

### Жертвы фашистской оккупации
Имеются подтверждённые факты, что во время оккупации фашистами неоднократно совершались убийства мирных жителей.
— в последних числах октября 1941 г. западная часть Шебекинского района была оккупирована немецко-фашистскими войсками. В ноябре в селе Малова Пристань была казнена связная партизанского отряда Мария Новосельцева. Она принимала активное участие в боевых вылазках, распространяла листовки. Их, а также сигнальный фонарь обнаружили при обыске на чердаке её дома. Машу долго пытали, потом ослепили и расстреляли. Вместе с ней в этот же день были расстреляны Григорий Стефанович Костин и Иван Владимирович Черняев.
— в журнале боевых действий 226-й стрелковой дивизии 21-й армии за период с 1 ноября 1941 года по 1 января 1942 года зафиксировано, что немецкие части вели на территории Шебекинского района грабежи. Жители Масловой Пристани, Нижнего Ольшанца, Карнауховки, Гремячего и совхоза Поляна подвергались грабежам в этот период неоднократно. Так, согласно оперсводке № 32 штаба 226 стрелковой дивизии 5 ноября 1941 года группа гитлеровцев грабила Безлюдовку, Графовку и Устинку; согласно разведсводке № 44 от 17 ноября 1941 года штаба 226 стрелковой дивизии вечером 14 ноября 1941 года Маслова Пристань подверглась грабежу со стороны немецко-фашистских частей (участвовало 40 человек), согласно разведсводке № 49 от 22 ноября 1941 года штаба 226 стрелковой дивизии фашисты «ограбив население в 10-00 ушли на запад».
— 29 ноября 1941 года по данным разведсводке № 66 от 04.12.1941 года немцы взяли в Безлюдовке 14 человек заложников. Двоих расстреляли на месте, а остальных отвели в Графовку. Также немцы обстреливали граждан, идущих к реке за водой.
— 20 декабря 1941 года на центральной площади Масловой Пристани казнят арестованных по наводке старосты Выродова Александра Артомоновича 1923 г.р., Жихарева Леонида Гавриловича 1924 г.р., Обернихина Семёна Ивановича 1924 г.р., Парамонова Владимира Семёновича 1924 г.р., Толокнёва Сергея Фёдоровича 1924 г.р.: ребята собирали оружие и устраивали небольшие диверсии. Во время допросов ребят жестоко избивали. Ребят повесили между двух тополей на перекладине, двое оборвались и их застрелили. Через три дня казнённых похоронили под виселицей. После войны останки жертв фашизма перенесли на старое сельское кладбище. На месте захоронения установили обелиски, в 2000-е гг. — надмогильную плиту. По одной из версий ребят казнила в отместку за то, что 15 декабря 1941 года передовой отряд 226-й стрелковой дивизии под командованием комбрига А. В. Горбатова уничтожил немецкий гарнизон в селе Ржавец.
— в январе 1942 г. за подозрение в связи с партизанами в Масловой Пристани расстреляли жителей села Никанора Ивановича Беспарточного, Захара Афанасьевича Ястребова, Григория Никитовича Обернихина и Семёна Николаевича Жихарева.
— в июле 1942 г. объявили партизанами и повесили ещё пятерых жителей. Валентин Кузьмич Лобанов был ранен на фронте. Весной 1942 г. вернулся домой в освобождённую Маслову Пристань. С приближением фронта вместе с семьёй выехал в Устинку, потом — в Шебекино. После
оккупации Лобанов попытался перейти линию фронта, чтобы выйти «к своим», но вынужден был вернуться. А когда по приказу «новой власти» возвращались в Маслову Пристань, на переезде женщины подобрали две буханки хлеба и кружок сливочного масла из взорванной немецкой машины с продовольствием. На окрик немца не среагировали. На утро Лобанова и его тёщу Анастасию Яковлевну Воловичеву забрали и повесили возле колхозной конюшни, а вместе с ними — Ивана Фомича Евсюкова, его беременную жену Мавру Алексеевну и Терентия Алексеевича Конищева. По воспоминаниям очевидцев, трое повешенных оборвались и были ещё живы, их застрелили и закопали рядом с местом казни у сарая. Вероятно, к этому эпизоду относятся найденные Белгородскими краеведами фотоматериалы
— жители сёл Маслова Пристань, Волково, Пристень и Ивановка, казнённые фашистами в 1941—1942 годах.
— из докладной записки Курского обкома ВКП(б) в Оргинструкторский отдел ЦК ВКП(б) — о злодеяниях немецко-фашистских войск в отношении мирного населения области в период оккупации. «Свое вступление в Шебекинский район Гитлеровские мерзавцы ознаменовали повальными зверствами и убийствами мирных жителей. В селе Крутой Лог, немцы арестовав все трудоспособное население угнали его на каторжные работы в Германию. Оставшихся женщин, детей и стариков фашистские изверги заперли в церковь и взорвали её. Всё село больше 600 домов сожжено до тла. В селе Безлюдовке того-же района, немцы Убили 6 стариков, зверски замучили 2-х женщин и 3-х детей, 20 человек девушек увели с собой в тыл. Все село более 300 дворов сожжено. Такая же участь постигла жителей села Новая Таволжанка. Здесь немцы зверски замучили 30 человек жителей, сожгли 50 домов, взорвали клуб, разрушили новую больницу. Население же деревни Ржавец, поголовно угнано в немецкое рабство, а сама деревня 80 дворов полностью сожжена».

### Послевоенный период
1944 — открыта изба-читальня.
1947 — перезахоронение братских могил на территории села Маслова Пристань в одну общую братскую могилу.
1951 — начало мелиоративных работа по укреплению песчаного берега реки Северский Донец, создан «колхоз имени Жданова» (председатель Г. М. Луценко).
1953 — ввод в эксплуатацию отремонтированного после войны нового здания школы.
1954 — восстановлено богослужение во вновь построенной деревянной Михайлово-Архангельской церкви.
1955 — открыта восстановленная библиотека.
1958 — обнаружен источник воды по улице Лесная.
июль 1963 года — в 20-летнюю годовщину Курской битвы Маслову Пристань посетил маршал СССР Иван Степанович Конев.
9 мая 1965 — в ознаменование 20-летия Победы над фашистской Германией, в селе открыт памятник 156-му отдельному мостостроительному батальону.
1967 — в память о казнённых фашистами масловопристанцах заложен тополиный парк (уничтожен в 2010 году), установлен скульптурный памятник на братской могиле, обустроен родник, сдан в эксплуатацию клуб.
1969 — «колхоз имени Жданова» реорганизован в свеклосемсовхоз (директором назначен Астанин Алексей Степанович), начала работу музыкальная школа.
1975 — на территории Масловой Пристани остановился агитационно-пропагандистский поход, посвящённый 30-летию Победы в Великой Отечественной войне. Среди гостей были Герои Советского Союза Алексей Петрович Маресьев и Григорий Михайлович Баталов.
1980 — сдано в эксплуатацию новое здание Масловопристанской средней школы. 20 февраля 1980 года Приступенко Анатолию Никитовичу (киномеханик Масловопристанского дома культуры) за заслуги в области культуры Указом Президиума Верховного Совета РСФСР было присвоено почётное звание «Заслуженный работник культуры РСФСР».
1979—1981 — строительство Белгородского водохранилища.
1981 — начата многоэтажная застройка пустыря в южной части посёлка.
1983 — построено здание врачебной амбулатории, создан завод ЖБИ Министерства мелиорации РСФСР.
25 октября 1984 — присвоен статус посёлка городского типа.

1986 — в братскую могилу перенесены останки солдат из братских могил сёл Волково и Пристень, затопленных во время строительства Белгородского водохранилища.

Григорий Михайлович Баталов, в июле 1943 года командир 229 гвардейского стрелкового полка 72 гвардейской стрелковой дивизии

1989 — «улица Жданова» переименована в «улица Баталова» в честь Героя Советского Союза Григория Михайловича Баталова.

## Постсоветский период

### 90-е
1992 — запущен автобусный маршрут № 123 «А» «Маслова Пристань — Белгород (ж/д вокзал)». Жихаревой Раисе Ивановне (заведующей Масловопристанской сельской библиотеке) за высокие показатели в работе и достигнутые успехи в популяризации книги, присвоено звание «Заслуженный работник культуры Российской Федерации».
1993—1996 — осуществлена газификация частного сектора; выполнена замена скульптуры на братской могиле (1995).
1996—1998 — строительство нового Михайло-Архангельского храма.

### 2000-е
2001, октябрь — закрыта железнодорожная станция Топлинка.
2004 года (16—18 июля) — состоялась 2-я мультиспортивная приключенческая гонка «Экстрим Авантюра Рейд».
2007, январь — Бабаев Маммад Абасзаде получил премию на конкурсе чтецов Корана в Иране.
2007—2008 — реставрация поселкового Дома культуры.
2009 — запущен автобусный маршрут № 123 «С» — «Маслова Пристань — Белгород (ул. Магистральная, район рынка „Спутник“)».

### 2010-е
2010—2011 — уничтожение тополиного парка, устроенного в память о казнённых фашистами масловопристанцах и открытие на его месте супермаркета «Айсберг» Единоросса Тибекина В. М. Открытие памятника воинам-односельчанам, погибшим в годы Великой Отечественной войны. Начало жилой индивидуальной застройки на северо-востоке посёлка — микрорайон «Коровники».
2013 — проведена комплексная реконструкция посёлка.
апрель 2014 года — открыт физкультурно-оздоровительный комплекс «Пристань спорта».
2015 — после капитального ремонта открыт Детский сад-ясли «Акварель».
2017 — в сентябре открыто футбольное поле с искусственным покрытием. Начато строительство клинико-диагностического центра для размещения четырёх офисов семейного врача.
26 сентября 2017 — в Масловой Пристани появились новые улицы: улица Радужная, переулок Радужный, улица Некрасова, улица Мичурина, улица Будённого, улица Чехова, улица Конева, улица Благодатная, улица Берёзовая, улица им. Ивана Обернихина, улица им. Ивана Лагутина, улица Сиреневая, переулок Сиреневый, улица Светлая.
26 декабря 2018 — решением совета депутатов Шебекинского городского округа от 26.12.2018 № 99 ликвидировано Масловопристанское сельское поселение. Создана Масловопристанская территория.
2019 — снесена медицинская амбулатория (25 марта), открыт офис семейного врача, реконструирована братская могила и сквер (сданы в ноябре), а также место нахождения амбулатории. Проведены капитальные ремонты домов по улице Мелиораторов.

### 2020-е
2020 — обустроена прогулочная дорожка в Приютовском парке (август), устроена детская площадка на месте мелиорационного пруда по улице 1 Мая (август).
2021, июль-август — проведена реконструкция «Вышки», благоустройство прилегающей территории, положен новый асфальт на улицах Речная и Лесная. Проведено облагораживание нового пляжа по улице Донецкая.

## Население
| 1858  | 1882  | 1884  | 1902  | 1932  | 1989  | 2002  | 2009  | 2010  |
| ----- | ----- | ----- | ----- | ----- | ----- | ----- | ----- | ----- |
| 527   | ↗1279 | ↗1317 | ↘1300 | ↗1846 | ↗4052 | ↗5597 | ↗5953 | ↘5819 |
| 2012  | 2013  | 2014  | 2015  | 2016  | 2017  | 2018  | 2019  | 2020  |
| ↗5842 | ↗5886 | ↗5892 | ↘5890 | ↗6002 | ↗6048 | ↗6066 | ↘6054 | ↗6070 |
| 2021  |       |       |       |       |       |       |       |       |
| ↘5916 |       |       |       |       |       |       |       |       |

- 1858 — по итогам 10-й ревизии в селе Маслова Пристань Белгородского уезда «527 душ мужск. пола».
- 1882—211 дворов.
- 1884—1317 жителей (в том числе 674 муж., 643 жен.), 218 дворов крестьян государственных четвертных.

## Главы населённого пункта
Масловские волостные старшины/сельские старосты
- Чебукин М. С. — волостной старшина (1896—1906), Козьма Жихарев — сельский староста (1899-?), Стефан Жихарев — сельский староста (?-1913)
- Сивцев Дмитрий Алексеевич — волостной старшина (?-1918), Бронников Александр Фёдорович — сельский староста (1906—1912), Новиков Николай Тимофеевич — сельский староста (1912—1918)

Председатели Масловского волостного исполнительного комитета
- Роганин Иван Петрович — председатель Масловского волостного исполнительного комитета (сентябрь 1918 года — 1923)

Председатели сельского совета
- Роганин Иван Петрович — первый председатель Масловопристанского сельского совета (1923—1929)
- Новиков М.Ф (1929-?)
- Моденко Николай Никитович (1929—1937)
- Анохин Василий Тимофеевич (1937—1941)
- Шаповалов Борис Ефимович (1943—1959)
- Лагутин Александр Егорович (01.01.1936 — 16.04.2014) — председатель (13 март 1959 года — 02 февраль 1969 года)
- Позднякова Мария Васильевна (1969—1972)
- Лагутин Александр Егорович (01.01.1936 — 16.04.2014) — председатель (июнь 1972 года — октябрь 1974 года)
- Анохин Евгений Владимирович (1974—1976)
- Товмач Виктор Данилович (1976—1979)
- Мартынов Николай Афанасьевич (1979—1982)
- Богачёв Семён Кузьмич (1982—1985)
- Калашников Иван Алексеевич — председатель Масловопристанского сельского совета, глава администрации Масловопристанского поселкового округа (апрель 1985 года — апрель 1999 года)

Главы администрации поселкового округа
- Долотказина Зоя Анатольевна (1999 год — 2001 год)
- Шатерников Михаил Фёдорович (2001, 7 сентября — 2004 год)
- Матюхин Пётр Иванович (2004, 30 июня — 2006 год)
- Богачёв Вячеслав Семёнович (октябрь 2006 года — апрель 2011 года)
- Федоренко Владимир Николаевич (апрель 2011 — ноябрь 2011 года)
- Пузиков Виктор Фёдорович (с ноября 2011 года — 26.12.2018 года). 22.03.2018 года награждён медалью «За отвагу на пожаре». 1 января 2018 года Виктор Фёдорович проходил мимо дома, заметил, что тот горит. Вызвал пожарных, а затем вошёл внутрь, чтобы помочь тем, кто внутри. Он вынес из огня мужчину и женщину. А затем вызвал скорую, оказывал пострадавшей неотложную помощь до приезда медиков.

Решением совета депутатов Шебекинского городского округа от 26.12.2018 № 99 Масловопристанское сельское поселение ликвидировано.
Главы территориальной администрации
- Сивых Елена Ивановна (с марта 2019 года — 26.10.2023)
- Поляков Сергей Вячеславович (с 30 октября 2023 года — …)

## Экономика
Основные промышленные предприятия посёлка:
- ФГУ «Управление эксплуатации Белгородского водохранилища»;
- ООО "Птицефабрика «Ново-Ездоцкая» — ОП «Полянское»;
- ООО "Птицефабрика «Ново-Ездоцкая» — ОП «Агрин»;
- пивоваренный завод;
- кирпичный завод;
- ООО «ТЖБИ» (завод железобетонных изделий и труб);
- инкубаторий «Загорье»;
- производство полимерно-песчаной черепицы[50].

Работают инкубаторная станция (одна из крупнейших в России), передвижная моторизированная колонна (ПМК № 5), птицеводческий комплекс, торговый центр, АЗС.

## Транспорт
Железнодорожный транспорт
В Масловой Пристани находится станция Топлинка, расположенная на тупиковой линии Белгород — Нежеголь, ранее (до 15.01.2015) Белгород — Купянск (Украина), пассажирское пригородное сообщение по состоянию на 2015 год представлено единственной парой только на участке Белгород — Нежеголь № 6107/6110 исключительно в садово-огородный период, пассажирского сообщения со станцией Шебекино (ответвление от станции Нежеголь) также нет.
Автомобильный транспорт
Маслова Пристань находится на автотрассе Белгород-Шебекино-Валуйки. Расстояние до Шебекино — 12 км, до Белгорода — 15 км. Работаю маршрутные рейсы автобусов в Шебекино и Белгород.
Автобусные рейсы в Белгород:
- № 123А — Белгород (ж/д вокзал) — Маслова Пристань.

Воздушное сообщение
Воздушное сообщение осуществляются через международный аэропорт Белгород, который обеспечивает круглосуточный приём воздушных судов типа Ил-76, Ту-154, Boeing 737, Boeing 767, Airbus A320 и классом ниже. Аэропорт оборудован современной системой посадки СП-80 и светосигнальным оборудованием ОВИ-1.

## Культура
До 1923 года в Масловой Пристани под попечительством графини О.Н. Доррер функционировали Масловское Белгородского уезда земское училище и Корзиночная школа (размещалась в доме крестьянина).
В посёлке работает Масловопристанская средняя общеобразовательная школа, три детских сада, музыкальная школа, дом культуры. В 2000 году открыт детский музыкальный театр «Золушка».
В центре посёлка находится братская могила № 39 (№ захоронения 31-465) 1936 воинов.
Для увековечения памяти жертв фашизма в центре посёлка установлен обелиск, где похоронены повешенные немецкими войсками жители посёлка.
Маслова Пристань исторически относится к Шебекинскому благочинию Белгородской и Старооскольской епархии Русской православной церкви Московского патриархата. Действует Храм Архангела Михаила.
Также де-юре Маслова Пристань является епархиальным центром де-факто не существующей Белгородско-Обоянской епархии раскольнической Украинской православной церкви Киевского патриархата. Центром епархии является так называемый Монастырь Благовещения Пресвятой Богородицы, находящийся во дворе дома бывшего клирика Московского Патриархата (лишённого сана в 1997 году).
В сосновом бору на юго-западной окраине посёлка имеется база отдыха.

## Спорт
В настоящее время в посёлке существует футбольный клуб «Пристань», выступающий в Первенстве Шебекинского района по футболу среди любительских команд].
В посёлке существует футбольный клуб «Егер», участвующий в первенстве Белгородской области по футболу среди ветеранов.
Ранее в чемпионате Белгородской области по футболу участвовал футбольный клуб из Масловой Пристань под названиями «СПАКО», позже под названием «Пристань». В чемпионате 2001 года футбольный клуб «Пристань» занял итоговое десятое место
На базе Масловопристанской средней общеобразовательной школы функционируют спортивные секции дзюдо, настольного тенниса, баскетбола, футбола, волейбола, спортивного ориентирования, «Юный турист». Развивается кайтинг. Белгородское водохранилище у посёлка является активной зоной катания на кайтах.
На территории посёлка находится единственная в области специализированная площадка для проведения соревнований по пляжному футболу «Солнечная пристань».

## Музей старины В. В. Кузьменко
Согласно книге Н. Златоверхникова «Памятники старины и нового времени и другие достопримечательности Курской губернии», подготовленной по итогам описи 1902 года
"Въ деревнѣ Ржавчикѣ, Масловской волости, у землевладѣльца В. В. Кузьмина имѣется коллекція старинныхъ предметовъ:

1) 2 пушки: мѣдная и чугунная XVIII в.

2) фарфоровый кофейный сервизъ XVIII в.

3) стаканъ стеклянный для меда XVIII в.

4) вышивка отъ камзола XVIII в.

5) костяной точеный игольникъ XVIII в.

6) перламутровый ларчикъ съ серебряной отдѣлкой для храненія мелкихъ драгоцѣнныхъ вещей на туалетѣ, половины XVIII в.

7) терракотовый кувшинчик (V в. до н. э.) для благовоннаго масла, употреблявшійся при погребеніи Грековъ, найденный при раскопкѣ одной изъ гробницъ въ Крыму.

8) терракотовый свѣтильникъ древнихъ Грековъ эпохи до Р. X.

9) бронзовая статуэтка эпохи Генуэзскаго владычества на сѣверномъ побережьѣ Чернаго моря.

10) гирька изъ разновѣса, употреблявшаяся у древнихъ Грековъ, эпохи до Р. X.

Опредѣленіе предметовъ, поименованныхъ подъ № 7, 8, 9 и 10, сдѣлано В. В. Кузьминымъ согласно объясненію, данному о нихъ покойнымъ А. Е. Люценко, завѣдывавшимь раскопками для Иператорскаго Эрмитажа.

11) серебряная сахарница XVIII в.

12) коллекція монетъ и жетоновъ, свыше 1000 экземпляровъ — русскія, великокняжескаго, царскаго и императорскаго періодовъ, а также монеты Римскихъ императоровъ, Таррентинской республики и колоній древнихъ Грековъ.

Изъ русскихъ монетъ можно отмѣтить:

 а) рубль, ходившій въ древней Руси въ видѣ продолговатаго куска серебра, отрубленнаго съ одного конца. Имѣющійся у В. В. Кузьмина экземпляръ найденъ въ землѣ, въ Бѣлгородскомъ уѣздѣ;

 б) монеты, отчеканенныя для Лифляндіи и Эстляндіи, а также для присоединеннаго къ Россіи Прусскаго королевства при Императрицѣ Елисаветѣ Петровнѣ;

 в) русскія монеты, отбитыя спеціально для присоединенной Грузіи;

 г) монета польскихъ мятежниковъ 1831 г. и

 д) медали и жетоны по поводу политическихъ событій со временъ Императора Петра I.

13) Подорожная 1798 года за собственноручнымъ подписанімъ Императора Александра I. Подорожная эта дана одному изъ офицеровъ артиллерійскаго баталіона, шефомъ коего былъ дѣдъ В. В. Кузьмина, генералъ Кузьминъ. Изъ этого баталіона образована впослѣдствіи 10 артиллерійская бригада.

## Масловская корзиночная школа
01 сентября 1901 года в Масловой Пристани по ходатайству крестьян под предводительством старосты Козьмы Жихарева Белгородским уездным земским собранием открыта министерская ремесленная школа по корзиноплетению получившая название Масловская корзиночная школа. Школа функционировала под попечительством помещика В. В. Кузьмина, а в дальнейшем графини О. Н. Доррер.
Масловская корзиночная школа находилась в избе крестьянина (на месте домовладений 25 и 27 по улице Баталова), за которую платили 10 рублей в месяц. В школе обучалось 10 мальчиков. Учителем состоял Дмитрий Вешняков, который окончил курсы корзиночных мастеров города Колокольцева Волчанского уезда.
Занятия в школе проводились с утра до 12-00, а затем с 15-00 и до вечера. Курс был трёхлетний.
Школьникам в зависимости от успехов платили стипендию от 50 копеек до 1 рубля в месяц. Школьникам также выдавался чай.
Для нужд школы в Масловой Пристани было разрешено пользоваться всеми посадками талы (так называли иву). Общие годовые затраты на содержание школы обходились казне в 865 рублей 66 копеек (по отчёту за 1902 год). Из них 420 рублей отпускало Министерство Земледелия, 250 рублей из уездного земского сбора.

## Улицы
- ул. 1 Мая
- ул. 72 Гвардейской Дивизии
- ул. Баталова (до 1989 года Жданова)
- ул. Вокзальная
- ул. Гагарина
- ул. Донецкая
- ул. Железнодорожная
- ул. Зелёная
- ул. Лесная
- ул. Луговая
- ул. Мелиораторов
- ул. Мира
- ул. Морская
- Морской пер.
- ул. Озёрная
- ул. Октябрьская
- Рабочий пер.
- ул. Речная
- Речной пер.
- Школьный пер.
- ул. Шумилова

Исчезнувшие улицы
- ул. Свободы — попала под затопление. Проходила параллельно улице Донецкой.

Улицы нового микрорайона «Солнечный»: Абрикосовая, Атамана Маслова, Белгородская, Васнецова, Вишнёвая, Есенина, Земляничная, Лучистая, Победы, Спортивная, Цветочная, Радужная, переулок Радужный, Некрасова, Мичурина, Будённого, Чехова, Конева, Благодатная, Берёзовая, им. Ивана Обернихина, им. Ивана Лагутина, Сиреневая, Сиреневый, Светлая.

## Достопримечательности
Белгородское водохранилище — водохранилище на реке Северский Донец. Построено в 1985 году для водообеспечения Белгородского промышленного узла и улучшения санитарного состояния вод реки Северский Донец. Является крупнейшим рекреационным источником Белгородской области.
Земство — здание бывшей земской управы на въезде в посёлок по улице Мира, ныне 6-квартирный жилой дом.
Памятник — братская могила № 39 с захоронением 1936 войнов 72-й, 78-й гвардейских стрелковых дивизий, 213-й стрелковой дивизии и других частей и соединений 7-й гвардейской армии, погибших во время боёв Великой Отечественной войны.
Братья Масловы — памятник на въезде в Маслову Пристань братьям Масловым: Микуле и Ивану.
Старый пляж — песчаный пляж на берегу Белгородского водохранилища с видом на Ивановскую гору с одной стороны и сосновым лесом с другой.
Памятник жертвам фашизма — памятник и надгробная плита рядом с местом казни 20 декабря 1941 года масловопристанцев Выродова Александра Артомоновича 1923 г.р., Жихарева Леонида Гавриловича 1924 г.р., Обернихина Семёна Ивановича 1924 г.р., Парамонова Владимира Семёновича 1924 г.р., Толокнёва Сергея Фёдоровича 1924 г.р.
Приютовский парк — лесопарковая зона отдыха и спорта в Маслова Пристань от улицы Октябрьская вдоль улицы Морская до старого кладбища села Приютовка (село затоплено в середине 80-х годов прошлого века при создании Белгородского водохранилища).

## Местные топонимы
- «Долгополовка» — район (ранее село Долгополовка), подтопленный Белгородским водохранилищем между улицей Лесная (п. Маслова Пристань) и селом Карнауховка.
- «Топлинка» — район ж/д станции с одноимённым названием.
- «Лесничество» — район по ул. Лесная.
- «Дома» — район жилой многоэтажной застройки (ул. Шумилова (изначально) и 72-й Гвардейской дивизии (позже)).
- «Дамба» — набережная Белгородского водохранилища, уложенная ж/б плитами.
- «Нахаловка» — район в северной части посёлка (ул. Луговая, Озёрная, Рабочий переулок, частично Вокзальная). Нахально (без права на заселение) заселённая безземельными свободными крестьянами и служивыми людьми.
- «Город» — район многоэтажной застройки.
- «Карноград» — село Карнауховка Белгородского района, Белгородской области, соседнее с п. Маслова Пристань поселение.
- «Долина нищих» — ул. Морская (район коттеджной застройки).
- «Цыганка» — район вдоль Белгородского водохранилища (ул. Октябрьская). Место самовольного поселения цыган в начале XIX века.
- «Воркута» — ул. 72-й Гвардейской Дивизии.
- уст. «Масловский» — совр. Масловопристанский
- «Шанхай» — ул. Баталова.
- «Проулок» — район улиц Речной переулок и Школьный переулок.
- «Ханой» — ул. Гагарина.
- «Пентагон» — двор из четырёх трёхэтажных домов, расположенных в виде коробки (№ 43,39,40,41).
- «Море» — Белгородское водохранилище.
- «Вышка» — источник воды по ул. Лесная.
- «Пристань» — п. Маслова Пристань.
- «Пристень» — район (ранее село Пристень), подтопленный Белгородским водохранилищем.
- «Приютовка» — район нахождения до затопления села Приютовка. За базами отдыха. От села сохранилось кладбище.
- «Техас» — пятиэтажный дом на ул. 72 Гвардейской Дивизии, 89.
- «Пек» — дворовая территория домов 85 и 89 на ул. 72 Гвардейской Дивизии.

## Интересные факты
- По реке Северский Донец у посёлка Маслова Пристань развивалось судоходство[59].
- Специалисты ФГУП ВИОГЕМ (Белгород), проводя оценку перспектив нефтегазоносности южной части Белгородской области посредством бурения скважин (скв. № 921Г г. Белгород, скв. 1028 п. Маслова Пристань и № 1028, 1111Г п. Маслова Пристань,) пришли к выводу о наличии в районе п. Маслова Пристань нефтегазового месторождения.
- Первыми жителями основанной в 1846 году слободы Воскресеновка (ныне посёлок Октябрьский) были переселенцы из Масловой Пристани: семьи крепостных Баевых, Ерёменко, Мозговых, Скляровых. Переселение организовала помещица Воскресеновская, в её честь и было названо поселение[60].
- На территории посёлка существуют два источника, которые по своему химическому составу относятся к категории лечебных. Их обнаружили в 1967 году при бурении скважины. Воды источника являются достаточно близкими аналогами воды курорта Друскининкай (Литва). Они рекомендуются для лечения заболеваний органов желудочно-кишечного тракта, органов движения, периферической нервной системы, гинекологических[61].
- На территории «Маслова сада» сохранились остатки поместья Масловых, разорённого в период раскулачивания.
- Михаил Николаевич Алексеев написал две книги, посвящённые борьбе советских разведчиков, проходившей на рубеже реки Северский Донец. Книги написаны на основе реальных боёв подразделения 72-й гвардейской стрелковой дивизии.[62]
- Герой Советского Союза генерал армии А. В. Горбатов в мемуарах об участии в Великой Отечественной войне «Годы и войны» вспоминает о том, как 15 декабря 1941 года лично проводил операцию по уничтожению немецкого гарнизона в Масловой Пристани.[63]